# Dermodactylus
Dermodactylus („kožní prst“) byl rodem ptakoještěra, žijícího ve Wyomingu na území dnešních Spojených států v době svrchní jury (souvrství Morrison, asi před 150 miliony let). Patřil mezi pterodaktyloidní ptakoještěry a je znám podle jediné fosilní kosti v podobě čtvrtého pravého metakarpálu (YMP 2000). Fosílii objevil Samuel Wendell Williston u Commo Bluff a popsal ji proslulý paleontolog O. C. Marsh pod rodovým jménem Pterodactylus, zanedlouho však stanovil nové rodové jméno. Druhové jméno montanus znamená „horský, v horách žijící“.
Pravděpodobně se jednalo o malého létajícího dravce nebo hmyzožravce s rozpětím křídel v rozmezí 1 až 1,8 metru a hmotností kolem 3 kilogramů.